# Bohumír Prokůpek
Bohumír Prokůpek (13. říjen 1954, Humpolec – 19. listopad 2008) byl český fotograf a spoluzakladatel skupiny Český dřevák.

## Život
Vystudoval fotografii na Střední uměleckoprůmyslové škole v Brně v letech 1970–1974. Po maturitě pracoval krátce v Jihočeském muzeu v Českých Budějovicích a v letech 1975–1976 jako laborant v Československé tiskové kanceláři. V letech 1978–1985 pracoval jako obrazový redaktor v nakladatelství Pressfoto, odkud byl propuštěn kvůli incidentu se Státní bezpečností. Později zde vydával své práce prostřednictvím svých přátel a kolegů. V letech 1982–1986 pak vystudoval fotografii na Filmové a televizní fakultě Akademie múzických umění v Praze.
V roce 1990 založil spolu s přáteli Petrem Balajkou a Pavlem Froňkem nakladatelství ASCO. Mezi zajímavé počiny tohoto nakladatelství byla Encyklopedie českých a slovenských fotografů.
V roce 2000 založili fotografové Karel Kuklík, Jan Reich, Jaroslav Beneš a Bohumír Prokůpek skupinu Český dřevák.
Od roku 2002 působil jako pedagog na FAMU, kde vedl ateliér plenéru.
Jeho syn Lukáš Prokůpek (narozen 17. prosince 1977) je fotograf a filmař. 

## Dílo
Paralelně ke své fotografické tvorbě s velkoformátovou kamerou (8"x10") experimentoval i s digitální fotografií.

## Výstavy

### Skupinové výstavy
- 1989–1990 Fotografie pedagogů a absolventů SUPŠ Brno, Dům umění města Brna, Galerie 4 Cheb, Výstavná sieň fotografie SD Bratislava-Trnávka, Městská knihovna Boskovice, kurátoři: Pavel Dias a Roman A. Muselík

- 2018 Český dřevák, Rabasova galerie, Rakovník, 8. února – 29. dubna 2018
- 2022 Český dřevák, Ateliér Josefa Sudka, Praha, 8. dubna – 15. května 2022 (Beneš, Helbich, Kuklík, Prokůpek, Rasl, Reich), kurátor: Pavel Vančát[1]

## Publikace
S Petrem Balajkou použili společný pseudonym Michal Polák pro publikaci Praha – kaleidoskop velkoměsta.